# Yehuda Gafni
Yehuda Gafni, nato Ernst Wiener (in ebraico ארנסט גפני‎?; Katowice, 7 gennaio 1930), è un ex cestista israeliano.

## Carriera
Con Israele ha partecipato alle Olimpiadi del 1952 e ai Campionati del mondo del 1954.

## Palmarès
- Campionato israeliano: 3

Maccabi Tel Aviv: 1953-54, 1954-55, 1956-57
- Coppa di Israele: 1

Maccabi Tel Aviv: 1955-56